# Baba (ciudad)
Baba, también conocida como San Francisco de Baba, es una ciudad ecuatoriana, cabecera cantonal del Cantón Baba, perteneciente a la Provincia de Los Ríos. Se localiza al centro de la región litoral del Ecuador, muy cerca del río Arenal. Tiene una población de 8.790 habitantes, lo que la convierte en la centésima vigésima quinta ciudad más poblada del país.

## Toponimia
Von Buchwald asegura que la palabra Baba deriva del nombre de la tribu que se asentaba en esta zona; respecto a Babahoyo, menciona que proviene de dos términos etimológicos: Baba y Olio, que significan “Gavilán Negro” (cita requerida). El Dr. Campos indica que el vocablo Babaolio sufrió modificaciones y quedó Babaocllo, y más tarde Babahoyo, gracias a la intervención de los españoles.

## Geografía
Baba se encuentra en el suroeste de la provincia de Los Ríos, en las  Coordenadas	1°47′06″S 79°40′40″O
Relieve: Su terreno es plano con pocas elevaciones o lomas sin mucha altura.
Clima: Tropical semi-húmedo, la temperatura promedio es de 24 a 26 °C.

## Historia
Sin lugar a dudas el cantón más antiguo de la provincia de Los Ríos y uno de los más antiguos de Ecuador es la "Villa de San Francisco de Baba", quien fue en los tiempos mejores una altiva y pujante población que disputaba Guayaquil el liderazgo de la cuenca del río Guayas.
Entre los años 1700 a 1800 Baba fue centro agrícola importante, aquí el 15 de septiembre de 1747, los ciudadanos Babenses en históricos gestos de heroicidad y rebeldía se negaron a dar fidelidad al Rey de España, Fernando VI. Constituye un verdadero primer grito de independencia en todo el Continente Americano, aquí en Baba, llegó el libertador Simón Bolívar y el Mariscal Antonio José de Sucre.
Baba, "la Noble y Torera" como la llamara el gran Historiador don Modesto Chávez Franco, estancó su progreso con la pérdida de su río quien hizo detener el tiempo y este a su pueblo, quien después de la independencia empieza a declinar su progreso hasta convertirse en lo que es hoy es una "pequeña ciudad que recuerda su pasado con mucho garbo, señorío y distinción".
Baba nació de la tribu conocida como "Tribu de los Babas", la misma que era conocida por transportar mercadería a las zonas cercanas, su más grande aliado, una tribu cercana que se asentaba en una localidad bodeguera, ahora convertida en la capital de la Provincia de Los Ríos (Babahoyo), ambas eran extensas zonas comerciales de la región.

## Gobierno municipal
La ciudad y el cantón Baba, al igual que las demás localidades ecuatorianas, se rige por una municipalidad según lo estipulado en la Constitución Política Nacional. La Alcaldía de Baba es una entidad de gobierno seccional que administra el cantón de forma autónoma al gobierno central. La municipalidad está organizada por la separación de poderes de carácter ejecutivo representado por el alcalde, y otro de carácter legislativo conformado por los miembros del concejo cantonal. El Alcalde es la máxima autoridad administrativa y política del cantón Baba. Es la cabeza del cabildo y representante del Municipio.

## Economía
Dentro de sus principales cultivos de ciclo corto, el arroz es el producto de mayor importancia dentro del cantón con 13.133 has.; seguido del cultivo transitorio del maíz con 2.274 has, la soya con 1184 has. En cultivos permanentes el banano ocupa 7.562 has sembradas, seguido del cacao con 3012 has., todas estas cifras reflejan una realidad aproximada.

## Personajes célebres
- Francisco Aguirre Abad, vicepresidente de Ecuador
- María Chiquinquirá, heroína afroecuatoriana,
- Mercedes de Jesús Molina y Ayala, beata, madre fundadora congregación marianitas, primera misionera ad gentes ecuatoriana